# Měsíčnice
Měsíčnice (Lunaria) je druhově nepočetný rod planě rostoucích rostlin z čeledě brukvovitých.

## Výskyt
Měsíčnice je původem ze střední a jižní Evropy, odkud se rozšířila do mírného pásma Ameriky, Austrálie i na Nový Zéland. V Evropě se nyní vyskytuje od Pyrenejí přes Apeniny po Balkán, směrem na sever po jih Britských ostrovů i Skandinávie a na východě až po Volhu. Je již dlouhou dobu pěstována v zahradách jako okrasná rostlina, odkud se svévolně rozšiřuje semeny do volné přírody. Nikde však neroste v takovém množství, aby se stala přítěží.
Je poněkud chladnomilná a vlhkomilná, v teplejších oblastech se vyskytuje nejčastěji na zastíněných úbočích hor. Vybírá si málo osluněná a vlhčí místa s půdou propustnou a zásobenou humusem. V zahradách se většinou pěstuje na plném slunci a má-li dostatek vláhy vytvoří více a větší květy.

## Popis
Byliny tohoto rodu mohou vyrůstat jako jednoleté, dvouleté nebo vytrvalé. Mají chlupaté lodyhy které se v horní části rozvětvují. Listy jsou poměrně velké a pevné, na řapíku nebo přisedlé a čepele mají srdčité nebo oválně se zubatým i hladkým okrajem. Vyrůstají z poměrně tenkého kůlovitého kořene, víceleté mají oddenky kterými se rozšiřují.
Oboupohlavné čtyřčetné květy jsou převážně barvy fialové nebo narůžovělé, méně často bílé, a jsou uspořádány do hroznovitého květenství. Zelené kališní lístky jsou vzpřímené, dvakrát delší barevné korunní lístky jsou vodorovně rozložené do kříže. V květu je šest tyčinek s volnými nitkami zakončenými podlouhlými prašníky. Dvoupouzdrý svrchní semeník je složen ze dvou plodolistů. Krátká čnělka má dvojitou bliznu.

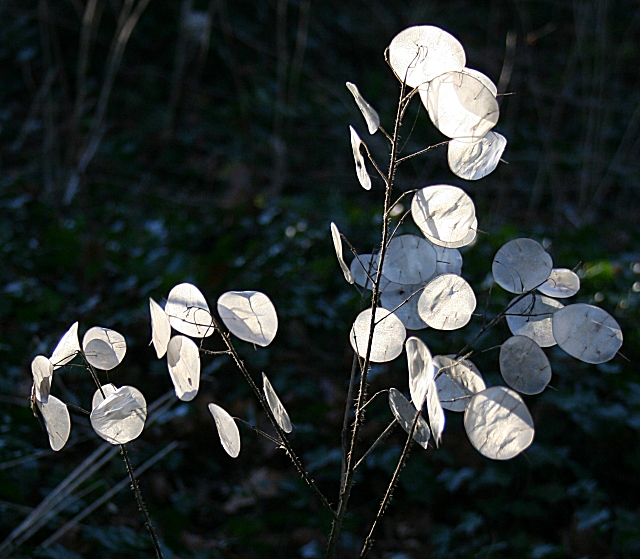
Sušená dozrálá měsíčnice

Plody jsou velmi ploché, eliptické nebo podlouhlé, průhledné šešulky visící na dlouhých stopkách. Šešulky jsou podélně rozděleny blanitou přepážkou ke které jsou semena přirostlá. Po dozrání se šešulky otevřou dvěma chlopněmi, které odpadnou stejně jako semena. Stříbřitá, průhledná přepážka však na rostlině zůstává pevně viset a je často hlavním důvodem proč se rostliny pěstují; dala rostlině i lidový název „cigánčiny peníze“. Po usušení ještě nezralých nebo již vysemeněných šešulek se květiny stávají vítanou součásti kytic ze suchých květin, kde jsou velmi trvanlivé.

## Taxonomie
Oba druhy vyskytující se v Česku jsou si na prvý pohled podobné, odlišují se však zásadně svou dobou života, jedna je rostlinou jednoletou až dvouletou (častěji) a druhá vytrvalou.
- Měsíčnice roční (Lunaria annua) L.
- Měsíčnice vytrvalá (Lunaria rediviva) L.

V albánských pohořích Hekurave a Shkëlzen roste ještě jeden nedávno objevený endemický druh
- Lunaria telekiana Jáv., který popsal maďarský biolog Sándor Jávorka.[6][7]

## Ohrožení
Měsíčnice vytrvalá je podle "Vyhlášky MŽP ČR č. 395/1992" považována za ohrožený druh (§3) a "Černý a červený seznam cévnatých rostlin ČR" vydaný Agenturou ochrany přírody a krajiny ČR ji zařadil mezi vzácnější taxony vyžadující další pozornost (C4a).